# 三星Galaxy Store
三星Galaxy Store是一個應用程式商店，內建在三星电子的智能電話和平板電腦與智能手表中，於2009年9月推出。該服務主要在Samsung Galaxy的智能電話，Samsung Gear（Galaxy watch系列）和功能手機（例如Samsung REX和Duos）上提供。
該商店在125個國家/地區有售，並提供適用於Android，Tizen，Windows Mobile和Bada平台的應用程式。該商店中的應用通過Samsung Push Service通知用戶來更新，該服務多年來已安裝在十億多部智能手機中。
2024年9月25日起，用戶必須在Galaxy Store上登陸三星帐户才能下载应用。

## 三星應用程式
- Device Assistance
- Galaxy View Remote
- Good Lock
- My Knox
- Quick Measure
- 三星日曆
- Bixby
- 三星Archive
- 三星媒體瀏覽器
- 三星Gear
- Fit Manager
- 三星健康
- 三星瀏覽器
- 三星鍵盤
- 三星Level
- 三星Link
- 三星訊息
- 三星音乐
- 三星我的档案
- 三星Notes
- 三星Pay
- 三星智能家居
- 三星Smart Switch
- 三星影片
- 三星錄音機